# Sasatavada
Sasatavada (zu Deutsch: Ewigkeit, Ewiges Bestehen) ist das Pali-Wort für die buddhistische Doktrin vom ewigen Werden bzw. ewigen Leben, „einem Leben nach dem anderen“ oder dem „Samsara-Kreis“ und entspricht von der Lehre her dem Eternalismus.
Der Buddhismus lehnt jedoch Ewigkeit bzw. ewiges Bestehen (Bhava-Werden) ab. Die Ablehnung basiert auf der Ansicht, dass, wenn ein Objekt in all seinen Elementen analysiert wird, keine unabhängigen oder ewigen Teile gefunden werden können.
Gleiches trifft auf das Vedanta und den Neuplatonismus zu, bei denen (ewiges) Werden als eine Irrlehre und ein Glaubensfehler (Pali: citta) gelten. Die Identifikation mit Materie und die ständige Wiedergeburt in neuer Form, Leben auf Leben, werden abgelehnt.
Ein moderner und häufiger Irrglaube bezüglich des Buddhismus ist, dass das Verneinen der Ewigkeit dem Ablehnen der subjektiven Seele (Atman) gleichgesetzt wird. Es existiert jedoch keiner entsprechende Konkretisierung.